# Auriol Dongmo Mekemnang
Auriol Dongmo Mekemnang (sinh ngày 3 tháng 8 năm 1990) là một vận động viên người Cameroon có chuyên môn là đẩy tạ. Cô thi đấu tại Giải vô địch thế giới 2015 ở Bắc Kinh mà không đủ điều kiện cho trận chung kết. Điểm tốt nhất cá nhân của cô là 17,72 mét trong cú đánh đưa (Oordegem 2016) và 42,50 mét ở môn ném đĩa (Abidjan 2014). Điểm đầu tiên là kỷ lục quốc gia hiện tại.

## Thành tích giải đấu
| Năm                   | Giải đấu                 | Địa điểm                           | Thứ hạng              | Nội dung              | Chú thích             |
| Representing Cameroon | Representing Cameroon    | Representing Cameroon              | Representing Cameroon | Representing Cameroon | Representing Cameroon |
| --------------------- | ------------------------ | ---------------------------------- | --------------------- | --------------------- | --------------------- |
| 2011                  | All-Africa Games         | Maputo, Mozambique                 | 1st                   | Shot put              | 16.03 m               |
| 2011                  | All-Africa Games         | Maputo, Mozambique                 | 5th                   | Discus throw          | 40.34 m               |
| 2012                  | African Championships    | Porto Novo, Benin                  | 3rd                   | Shot put              | 15.41 m               |
| 2013                  | Jeux de la Francophonie  | Nice, France                       | 3rd                   | Shot put              | 15.30 m               |
| 2014                  | Commonwealth Games       | Glasgow, United Kingdom            | 7th                   | Shot put              | 16.50 m               |
| 2014                  | African Championships    | Marrakech, Morocco                 | 1st                   | Shot put              | 16.84 m               |
| 2014                  | African Championships    | Marrakech, Morocco                 | 8th                   | Discus throw          | 41.35 m               |
| 2015                  | World Championships      | Beijing, China                     | 20th (q)              | Shot put              | 16.85 m               |
| 2015                  | African Games            | Brazzaville, Republic of the Congo | 1st                   | Shot put              | 17.21 m               |
| 2015                  | African Games            | Brazzaville, Republic of the Congo | 5th                   | Discus throw          | 45.14 m               |
| 2016                  | African Championships    | Durban, South Africa               | 1st                   | Shot put              | 17.64 m               |
| 2016                  | African Championships    | Durban, South Africa               | 7th                   | Discus throw          | 47.00 m               |
| 2016                  | Olympic Games            | Rio de Janeiro, Brazil             | 12th                  | Shot put              | 16.99 m               |
| 2017                  | Islamic Solidarity Games | Baku, Azerbaijan                   | 1st                   | Shot put              | 17.75 m               |
| 2017                  | Jeux de la Francophonie  | Abidjan, Ivory Coast               | 1st                   | Shot put              | 17.68 m               |
| 2017                  | World Championships      | London, United Kingdom             | –                     | Shot put              | NM                    |